# Combined Charging System

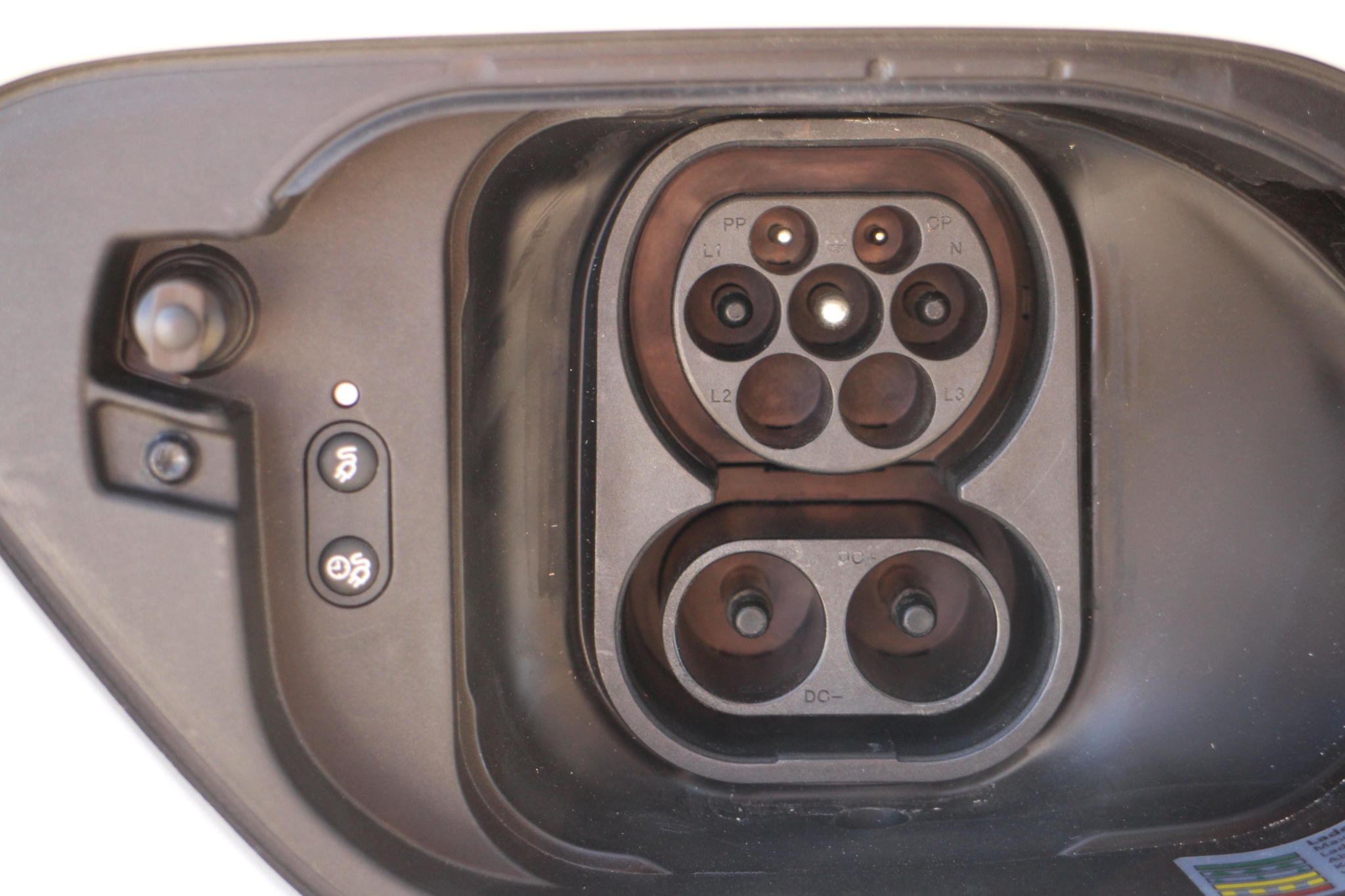
Fahrzeugbuchse für Typ 2 (einphasige AC-Ladung ohne L2 und L3) und CCS-Gleichstromladung als Combo-2-Ladedose an einem VW e-Golf, 2014

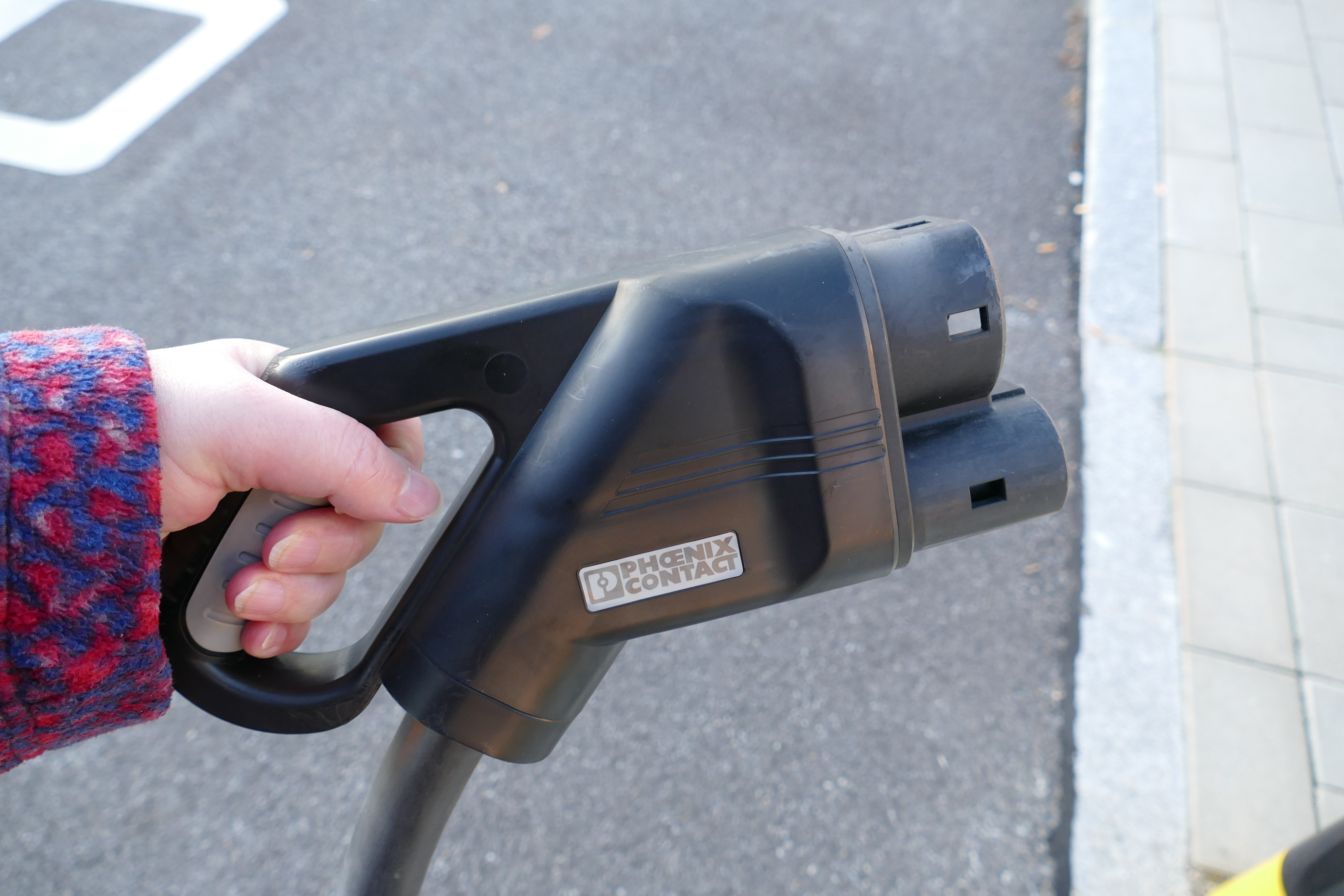
CCS2-Stecker mit Zusatzgriff und Verriegelungsöffnungen

Das Combined Charging System (abgekürzt CCS; deutsch kombiniertes Ladesystem) ist ein internationaler Standard des CharIn-Konsortiums für den Anschluss von Elektroautos an Schnellladestationen. Der Teil „kombiniert“ in der Bezeichnung bezieht sich auf die im Fahrzeug eingebaute Ladebuchse, die sowohl den landesüblichen Stecker für die langsame Wechselstromladung (AC) aufnehmen kann wie den für schnelle Gleichstromladung (DC) notwendigen, mit zusätzlichen Kontaktstiften ausgestatteten Stecker von Schnellladesäulen. Derzeit (Stand April 2025) sind Säulen bis zu 500 kW (siehe Tesla Supercharger V4) übertragener Leistung gängig, während die Ladeleistung mit Wechselstrom typischerweise auf 11 bis 22 kW begrenzt ist.
Die CCS-Ladebuchse im Fahrzeug passt hinter eine Klappe mit der für Tankstutzen üblichen Größe. Im Gegensatz dazu nutzen die ersten gleichstromladefähigen E-Autos das in Japan entwickelte CHAdeMO-System, das zwei getrennte Ladebuchsen für AC und DC notwendig macht. Sie stecken hinter zwei getrennten Öffnungen (Mitsubishi i-MiEV) oder hinter einer sehr großen Klappe (Nissan Leaf), wobei jede Dose zudem eine eigene Schutzklappe benötigt. Diese Trennung wurde nicht übernommen. Die Kombination ermöglicht eine kompakte Bauweise, bei der Kommunikationsleitungen, Schutzleiter und Verriegelung nur einmal vorhanden sind und bei beiden Ladungsvarianten genutzt werden können; zudem werden die Verriegelungssysteme der zwei Wechselstromstecker übernommen. Die europäische Version CCS2 basiert auf der dreiphasigen siebenpoligen Typ-2-Fahrzeugkupplung, die mit zwei zusätzlichen Gleichstrom-Steckerpolen erweitert worden ist und als „Combo 2“ bezeichnet wird. Bei der nordamerikanischen Variante Combo-1 ist die etwas ältere fünfpolige einphasige aus Japan stammende SAE J1772-Verbindung (Typ 1) der Ausgangspunkt. Die Steckervarianten und Ladeverfahren sind in Teil 3 der IEC 62196 (EN 62196) genormt.
Typ 2 und Combo 2 wurden in der EU als Standardsteckverbindungen bei Ladeleistungen über 3,6 kW für Wechselstrom und über 22 kW für Gleichstrom festgelegt. In Deutschland erfolgt diese Vorgabe durch die Ladesäulenverordnung.

## Alternativen
In Konkurrenz zu den CCS-Varianten stehen global gesehen das von japanischen Herstellern favorisierte Ladesystem CHAdeMO und das chinesische System nach GB Standard 20234 (siehe GB/T Ladestandard), die in ChaoJi münden sollen. In den USA wird der bis 2022 Tesla-eigene Stecker, der ebenfalls ein Kombisystem darstellt und Wechselstrom nur einphasig durchleiten kann, als NACS von SAE standardisiert und in Zukunft von anderen Herstellern verbaut. NACS nutzt, nachdem Tesla ursprünglich wie Chademo ein Protokoll auf CAN-Bus-Basis verwendet hat, seit einigen Jahren zudem Kommunikation gemäß ISO 15118 wie CCS über PLC. Für LKW wird das mit CCS verwandte Megawatt Charging System (MCS) eingeführt; hier sind tatsächlich mehrere Megawatt möglich.

## Geschichte

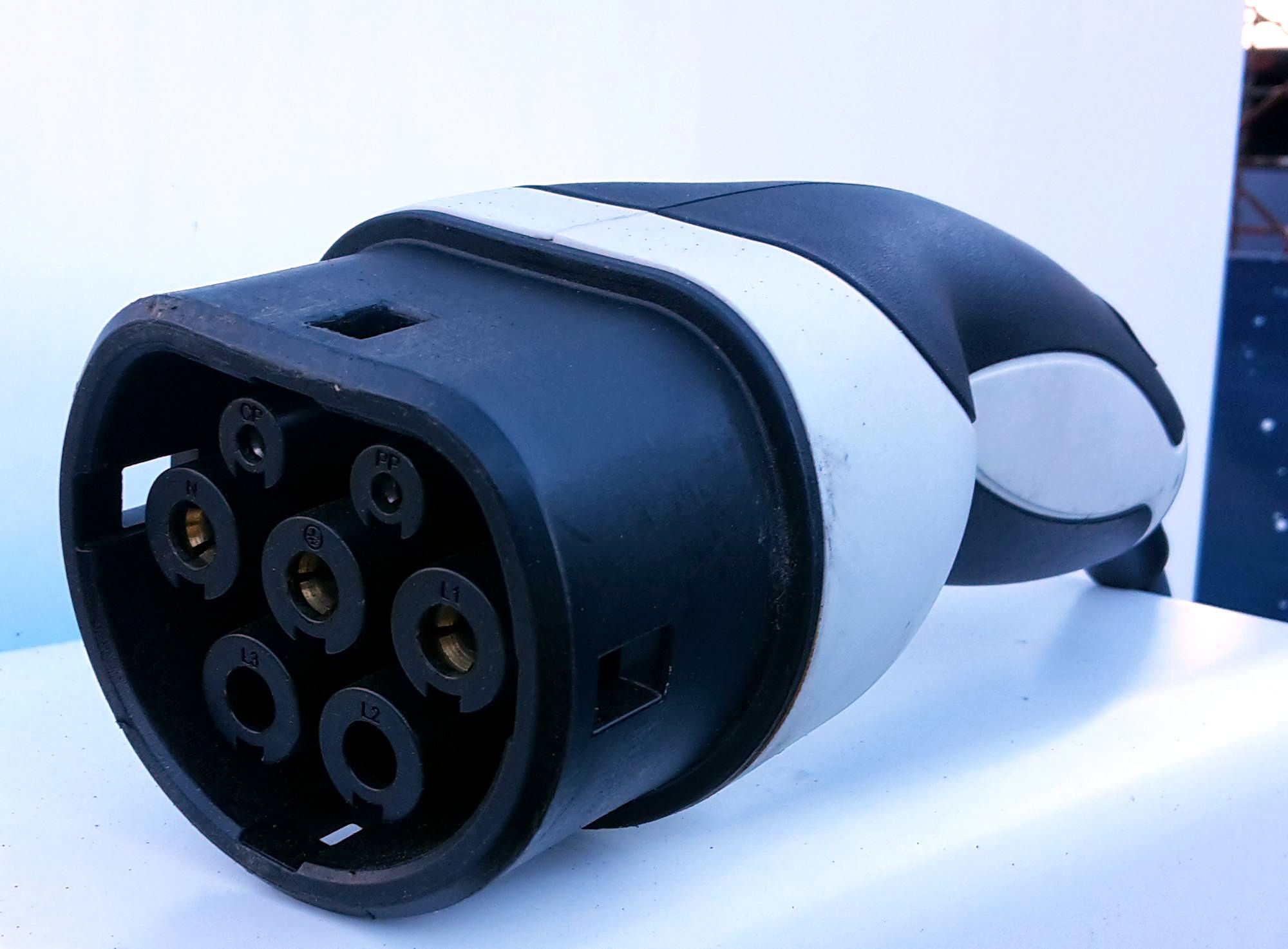
Typ-2-Fahrzeugkupplung IEC 62196, nur einphasig belegt, L2 und L3 ohne Kontakte

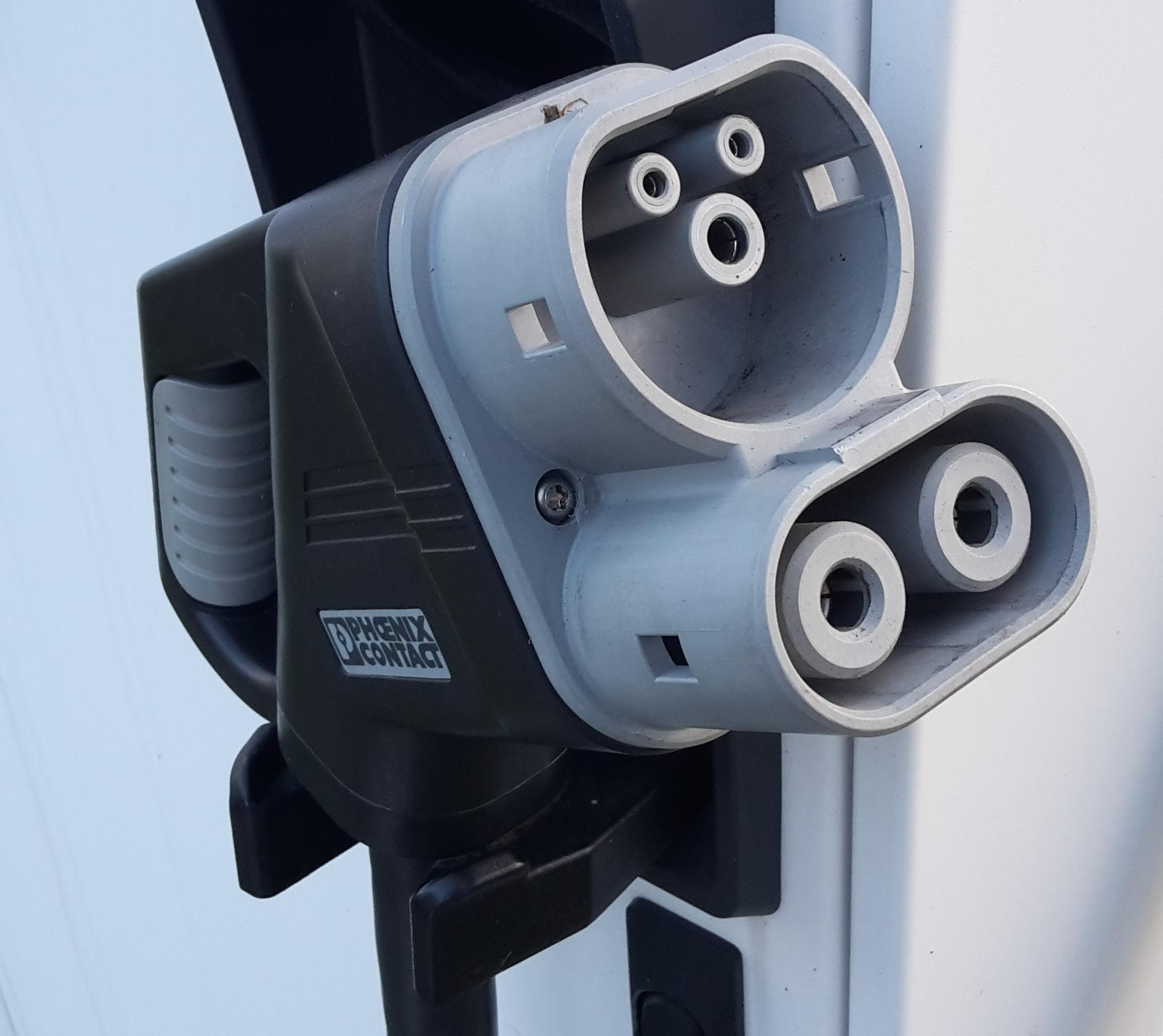
Combo-2-Gleichstrom-Stecker. AC-Kontakte L1, L2, L3 und N sind nicht vorhanden

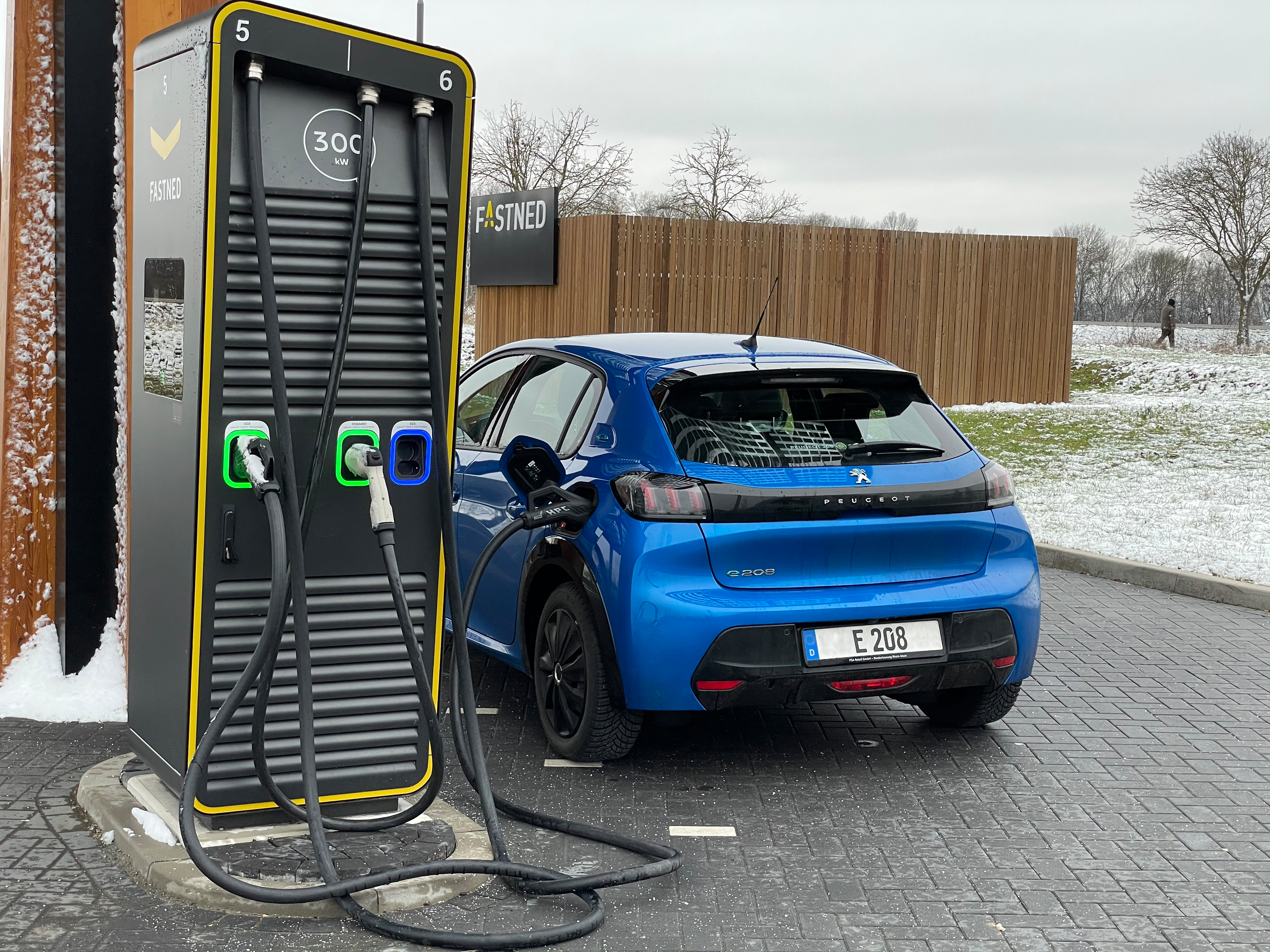
Elektroauto lädt mit CCS an Schnellladepunkt von Fastned

Mit dem Entwicklungsschub, den Elektrofahrzeuge zu Beginn des 21. Jahrhunderts erhielten, begann man ein Netz öffentlicher Ladepunkte zu errichten. Erst als entlang von Überlandstrecken und Autobahnen Ladepunkte installiert waren, wurde überregionaler Verkehr öffentlich möglich. Enthusiasten hatten mit dem „Drehstromnetz.de“ ab 2006 bereits ein auf Gegenseitigkeit beruhendes Netz von privaten Drehstrom-Ladestationen angeboten.
Anfänglich wurden Elektroautos mittels eines zumeist fest im Fahrzeug integrierten Ladegerätes mit Wechselstrom (AC), später vor allem in Europa auch mit Dreiphasenwechselstrom (Drehstrom, Starkstrom) geladen. Es wurde eine historisch gewachsene Vielzahl an Steckerformen zum Aufladen genutzt. Zum Anschluss an das Stromnetz wurden neben verschiedenen Haushaltssteckern mit etwa 2,5 kW Leistung, über CEE-Stecker (blaue Campingstecker) mit 16 A, 230 V (3,7 kW), auch Industrie-Drehstromstecker nach IEC 60309 mit 32 A oder selten 63 A, 400 V (43 kW) genutzt. Diese sind zwar genormt, jedoch durch unterschiedliche Steckergrößen an die vorgesehene Leistung angepasst, sodass häufig Adapter benötigt wurden, um das Elektroauto an die entsprechende Steckdose anzuschließen.
Autoseitig hatte dabei für den Fahrzeugstecker der ursprünglich 2001 in den USA genormte, 2009 völlig überarbeitete und auch in Asien weit verbreitete SAE-J1772-2009-Fahrzeugstecker (Typ-1-Stecker) auch in Europa einen hohen Marktanteil. Er erlaubt allerdings keine Nutzung des in Europa verbreiteten Drehstroms, da er nur einphasig ausgelegt ist. Daraus resultieren begrenzte Ladeleistungen und lange Ladezeiten. Auch öffentliches Laden per Gleichstrom (DC), das ein Netz von teuren Gleichrichter-Ladesäulen erfordert, war ein bis dato nicht umgesetztes Konzept. Die Autoindustrie drang daher darauf, bei der noch anstehenden Standardisierung für die Gleichstromladung eine einheitliche Norm zu erreichen. Aus Japan kommend entstand bereits 2010 der CHAdeMO-Standard mit einer eigenen Steckverbindung, die in den ab 12/2010 erhältlichen Modellen Mitsubishi i-MiEV und Nissan Leaf genutzt wurde.
Während in Amerika und Europa IEC Typ 1 (alias SAE J1772/2009) und IEC Typ 2 (alias VDE-AR-E 2623-2-2) noch getrennt entwickelt worden waren, trieben die entsprechenden Kommissionen die technische Entwicklung für die Gleichstromladung gemeinsam voran. 2010 wurde bekannt, dass man die schon gemeinsamen Signalisierungspins der vorhandenen IEC-Typen übernimmt und zur Erreichung höherer Ladeleistungen mit Gleichstrom sowohl die Typ-2-Fahrzeugkupplung als auch die Typ-1-Fahrzeugkupplung um zwei zusätzliche Hochstromkontakte autoseitig ergänzt. Im Januar 2011 wurde der erste Stand, im Juni der zweite des Systems zur internationalen Normung nach IEC 62196-3 eingereicht. Der Öffentlichkeit wurden die funktionierenden Prototypen im Rahmen des 15. Internationalen VDI-Kongresses „Elektronik im Kraftfahrzeug“ am 12./13. Oktober 2011 in Baden-Baden vorgestellt.
Vor allem die deutsche Autoindustrie hatte sich im März 2011 gegenüber der EU-Kommission für die Übernahme der CCS2-Fahrzeugkupplung als Standard ausgesprochen. Zusätzlich hatten schon zu diesem Zeitpunkt kontinentübergreifend mehrere Autohersteller (BMW, Daimler, Ford, General Motors und Volkswagen-Konzern) erklärt, zukünftig ausschließlich das nun „Combined Charging System“ genannte Ladestecksystem ab Mitte 2012 in ihren Elektrofahrzeugen einzusetzen. Zu diesem Zeitpunkt war noch kein Fahrzeug mit diesem Steckeranschluss verfügbar. Das Combined Charging System sollte jedoch nach den Bestrebungen vor allem deutscher Autokonzerne in Europa die Grundlage für einen einheitlichen autoseitigen Ladesteckanschluss an den Elektrofahrzeugen schaffen. Ziel war es, Stromquellen verschiedener Leistungsstufen sowohl im Wechselspannungs- als auch im Gleichstrombereich nutzen zu können. Die Steckervielfalt an Ladepunkten und Elektrotankstellen sollte reduziert werden.
Die anfangs installierten 50-kW-CCS-Stationen waren auf eine Spannung von 200 bis 500 Volt sowie Ströme bis 100A begrenzt, boten allerdings schon damals keine Reserven, um bei mittelfristig steigenden Akkukapazitäten kurze Ladezeiten zu garantieren. Obwohl in der CCS 1.0 Spezifikation Ladeleistungen von bis zu 200 kW definiert waren, wurden zunächst keine solchen Stationen gebaut.
Tesla war ab 2012 mit Tesla Model S und dem Netz der Tesla Supercharger vorgeprescht, nutzte in den USA eigene kompakte Stecker (später NACS genannt), und in Europa die Typ2-Variante DC-Mid, die im Fahrzeug je zwei Pins auf DC umschaltet.
Im Folgejahr 2012 bekräftigten deutsche und US-amerikanische Automobilkonzerne erneut, ab 2017[veraltet] nur noch Combo-2-Anschlüsse in ihre Modelle einzubauen. Die ersten Combo-2-Fahrzeuge mit CCS als aufpreispflichtiger Zusatzausstattung kamen Ende 2013 auf den Markt, bei VW und BMW.
Die erste öffentliche CCS-Ladestation mit 50 kW Gleichstrom wurde im Juni 2013 in Wolfsburg errichtet und unterstützte damit die Tests des VW e-up!, der optional mit einem CCS-Combo-2-Anschluss ausgestattet werden kann. Zwei Wochen später übergab BMW die erste CCS-Ladestation in München, womit die Tests des BMW i3 unterstützt wurden.
Am 9. Januar 2015 stellte das deutsche Bundesministerium für Wirtschaft und Energie einen in der Folge kontrovers diskutierten Entwurf für eine Ladesäulenverordnung (LSV) vor. Abweichend von der EU-Richtlinie wird darin der Combo-2-Standard verpflichtend für alle neu zu errichtenden Gleichstrom-Ladepunkte festgelegt (EU: erst ab 22 kW). Andere Anschlüsse anderer Standards können nur zusätzlich installiert werden. Die Ladesäulenverordnung trat zum 17. März 2016 in Kraft.
Audi, BMW, Daimler, Mennekes, Opel, Phoenix Contact, Porsche, TÜV Süd und Volkswagen gründeten im Mai 2015 in Berlin die Charging Interface Initiative e. V. (CharIN e. V.), eine Initiative, die sich zum Ziel gesetzt hat, das CCS zu fördern und zu verbreiten. Später stießen unter anderem auch die Automarken Tesla Motors und Volvo hinzu.
Ende 2016 kam mit dem Hyundai Ioniq Elektro ein serienmäßig mit CCS ausgestattetes Fahrzeug auf den Markt, das mit bis zu 70 kW laden kann. Zuvor hatten nur BMW und VW das Gleichstromladen (als aufpreispflichtige Zusatzausstattung) im Programm.
2016 wurde der leistungsstärkere, abwärtskompatible Standard Combined Charging System 2.0 mit bis zu 500 kW Ladeleistung vorgestellt, durch gekühlte Kabel die 500A übertragen können, zudem wurde die Maximalspannungsbereich verdoppelt auf 1000 V. Elektroautos mit entsprechend konstruierten Antriebsbatterien können innerhalb von etwa 15 Minuten zu 80 Prozent aufladen.

## CCS und Typ-1-Stecker (Amerika)

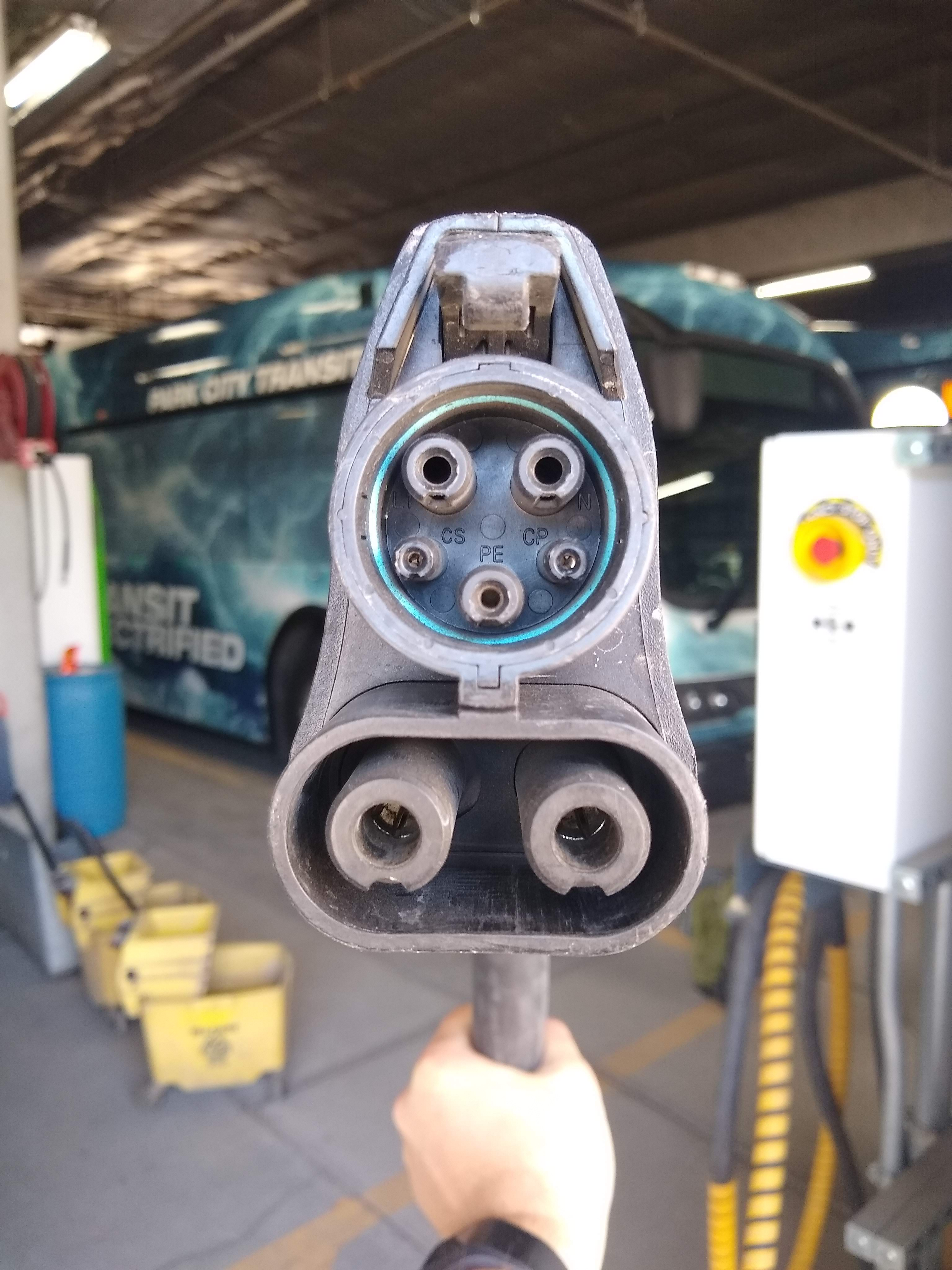
CCS1-Stecker mit manuellem Typ-1-Verriegelungshaken oben und DC-Kontakten unten. Die AC-Pins L1 und N sind ohne Kontakte als Plastikstücke vorhanden

In Nordamerika wird zum Wechselstromladen die Typ-1-Fahrzeugkupplung (SAE J1772) verwendet. Diese ist, im Gegensatz zur Typ-2-Fahrzeugkupplung, aufgrund der dort vorherrschenden Stromnetzinfrastruktur nur für einphasiges Laden ausgelegt. Für den CCS-Einsatz wurden Typ-1-Fahrzeugkupplung und Fahrzeugstecker ebenfalls mit einer Erweiterung um zwei Gleichstrompole versehen. Diese Bauform wird Combo 1 genannt. Sowohl Typ-1-Fahrzeugkupplung als auch die europäische Typ-2-Fahrzeugkupplung und ihre „Combo“-Gleichstrom-Erweiterungen nutzen die gleichen Kommunikationsprotokolle. Der CCS Anschluss wird in den USA zunehmend vom North American Charging Standard (NACS), der von Tesla stammt, abgelöst.

## CCS und Typ-2-Stecker (Europa)

Zur Normung vorgeschlagene Typ-2-Stecker-Betriebsarten; letztlich wurden nur die oberste und die unterste Ausführung Bestandteil der Norm

CCS ist für europäische Elektrofahrzeuge zur Verwendung mit Typ-2-Fahrzeugkupplung und der Combo-2-Fahrzeugkupplung (Typ-2-Fahrzeugkupplung mit zwei zusätzlichen Gleichstrompolen) standardisiert und bietet zwei Ladeverfahren (combined): die Wechselstromladung (AC) und die Gleichstromladung (DC). Die Wechselstromladung benutzt dabei bis zu sieben Kontakte.
In der Norm IEC 62196 wurden vier verschiedene Wechsel- und Gleichstrom-Lademodi für den Typ-2-Stecker definiert. Sowohl die Fähigkeit zum ein- und dreiphasigen Wechselstromladen als auch das Gleichstromladen über einen Typ-2-Anschluss wurde mit Modifikationen bisher nur beim europäischen Tesla Model S umgesetzt. Andere Anwendungen für das Gleichstromladen mit dem Typ-2-Stecker sind nicht bekannt. Er wird in den meisten Anwendungsfällen nur für das ein-, zwei- oder dreiphasige Wechselstromladen eingesetzt. Welcher der in der Norm definierten Lademodi dabei zum Einsatz kommt, ist im Einzelfall von der Bauweise der Ladestelle und von der Auslegung der Ladetechnik im Fahrzeug abhängig.
Der Combo-2-Stecker-Standard (fälschlicherweise gelegentlich auch als „CCS2“ bezeichnet) setzt auf der Typ-2-Stecker-Stiftbelegung auf, erfordert allerdings spezielle Fahrzeugkupplungen und autoseitige Fahrzeugstecker. In diese Fahrzeugstecker können auch „normale“ Typ-2-Fahrzeugkupplungen eingesteckt werden, sodass für beide Fahrzeugkupplungen und die verschiedenen Lademodi nur ein Fahrzeugstecker am Fahrzeug benötigt wird. Von den eigentlich 5 + 2 Kontakten des Typ 2 werden beim CCS-Gleichstromladen mit dem Combo 2 nur der Erdungs- und die beiden Signalkontakte genutzt. Der Laststrom fließt über die beiden zusätzlichen Gleichstromkontakte. Es kommt der IEC-62196-Lademodus 4 zur Anwendung. Gemäß IEC 61851-1 sind das Ladekabel und die Fahrzeugkupplung dabei fest mit der Ladesäule verbunden und werden am Fahrzeug gesteckt.
Steckerbelegung bei der Combo-2-Gleichstromladung:
- PE … (Protective Earth) Schutzleiter, ugs. Erde bzw. Erdpotential
- CP … (Control Pilot) zum Dialog zwischen Ladestation und Fahrzeug mittels Analogsignal
- PP … (Proximity Pilot) zur Begrenzung des Ladestromes mittels Widerstandscodierung, damit das verwendete Ladekabel nicht überlastet wird
- DC+ … (Direct Current +) Gleichstromladung, Pluspol
- DC− … (Direct Current −) Gleichstromladung, Minuspol

| Typ                                                            | AC-Teil Typ 2           | DC-Teil             |
| -------------------------------------------------------------- | ----------------------- | ------------------- |
| Nennspannung                                                   | 480 V                   | 850 V               |
| Maximaler Ladestrom                                            | 63 A                    | 125 A               |
| IP-Schutzart im gesteckten Zustand                             | min. IP 44              | min. IP 44          |
| IP-Schutzart im ungesteckten Zustand                           | min. IP 20 / IP XXB     | min. IP 20 / IP XXB |
| IP-Schutzart des Inlets im abgedeckten Zustand (Road Position) | min. IP 55              | min. IP 55          |
| Normung                                                        | IEC 62196–2 IEC 62196–3 | IEC 62196–3 (Draft) |

## Kommunikationsprotokoll
Die digitale Kommunikation zwischen Gleichstrom-Ladestation und Fahrzeug wird in IEC 61851-24 beschrieben.
| Ver- breitung | System   | Hardware-Konfiguration | Hardware-Konfiguration     | Kommunikationsprotokoll | Kommunikationsprotokoll | Kommunikationsprotokoll  |
| Ver- breitung | System   | Ladung                 | Stecker                    | Konfiguration           | Layer-1                 | nach / über              |
| ------------- | -------- | ---------------------- | -------------------------- | ----------------------- | ----------------------- | ------------------------ |
| Japan         | System A | Gleich- strom- ladung  | CHAdeMO                    | Configuration AA        | CAN- basiert            | nach CHAdeMO             |
| China         | System B | Gleich- strom- ladung  | GB/T-Stecker 20234.3-2011  | Configuration BB        | CAN- basiert            | nach GB/T-Standard       |
| USA           | System C | Gleich- strom- ladung  | Combo-Stecker Typ 1 oder 2 | Configuration EE        | PLC- basiert            | über Combo Typ-1-Stecker |
| EU            | System C | Gleich- strom- ladung  | Combo-Stecker Typ 1 oder 2 | Configuration FF        | PLC- basiert            | über Combo Typ-2-Stecker |

Für das Combined Charging System der EU ist entsprechend die „Configuration FF“ im Annex C von IEC 61851-24 zu verwenden.
Die eigentlichen Schritte im Kommunikationsverfahren sind bei allen Gleichstromverfahren anwendbar. Nach der Aktivierung der Verbindung senden Ladestation und Fahrzeug ihre Parameterliste an die jeweils andere Seite, die jede für sich eine Kompatibilitätsprüfung vornimmt. Nach der Aktivierung der Wegfahrsperre und der Steckerverriegelung kann der Ladestrom geschaltet werden. Der Ladecontroller / das Batteriemanagementsystem im Fahrzeug als Master bestimmt dann in kurzen Abständen immer wieder neu die von der DC-Säule (Slave-Seite) geforderte Ladeleistung (Ladespannung und Ladestrom). Die Beendigung des Ladevorganges erfolgt bei vollständiger Ladung oder durch Nutzereingabe zum vorzeitigen Abbruch. Typischerweise unterbricht eine Seite die Ladung bereits, bevor 100 % State of Charge erreicht werden, da die Weiterladung bis 100 % überproportional lange dauern würde.

## CCS/Combo-2-Schnellladestationen

Fahrzeugkupplung einer Combo-2-Schnellladestation (nur Signalpins, PE und DC-Kontakte) und Fahrzeugstecker am Auto (Fahrzeugstecker: alle drei AC-Phasen belegt)

Beim CCS ist das Ladegerät für Gleichstrom extern in der Ladesäule eingebaut. Dieses erfährt von der Fahrzeug-Steuereinheit (über CP und PP), welche Spannung und DC-Stromstärke angelegt werden soll. Die älteren CCS-Säulen können bis zu 500 Volt Gleichspannung anbieten, wobei viele Fahrzeuge meist Nennspannungen um 400 V nutzen (s. Hochvolt). Solche Schnellladestationen waren je nach Kabel und Stecker ohne Kühlung zunächst auf 100 A oder 200 A begrenzt, was maximale theoretische Ladeleistungen von 50 kW und 100 kW ergab. Aufgrund der Akkuspannungen um 400 V konnten die Fahrzeuge real meist nur 40 kW oder 80 kW aufnehmen. Das war zu wenig, zumal Tesla-Supercharger für das Model S über eigene Steckersysteme bereits höhere Ströme und Leistungen über 120 kW ermöglichten.
Aktuelle CCS-Schnellladestationen werden gemäß Version CCS 2.0 als HPC (High Power Charger) auf bis zu 1000 V ausgelegt, wobei Stand 2025 nicht so viele Fahrzeuge im PKW-Sektor Akkus mit nominell 800 V oder mehr haben. Dies sind beispielsweise Porsche Taycan, Hyundai Ioniq 5, Ioniq 6, Kia EV6, Lucid Air, Tesla Cybertruck und weitere (siehe auch Hochvolt). Sollen diese Fahrzeuge an älteren CCS-Stationen oder Tesla-Superchargern, die auf 500 V begrenzt sind, geladen werden, so muss im Fahrzeug ein Zusatzgerät die Spannung auf das benötigte höhere Niveau konvertieren (Aufwärtswandler).
Für hohe Ladeleistungen wichtig sind hohe Stromstärken und hohe Spannungen (siehe Hochvolt). Wasserkühlung von Kabel und Stecker (und ggf. den Komponenten im Fahrzeug) erlaubt Ströme bis zu 500 A, somit 200 kW bei 400 V, 400 kW bei 800 V und 500 kW bei 1000 V. Tesla-Supercharger geben für das Model 3 kurzzeitig bis zu 675 A ab, über 250 kW. Die neuen V4-Supercharger-Ladestationen von Tesla können bis zu 500 kW abgeben (siehe High Power Charging). Die Kombination von 800-V-Architektur im Auto und 500-A-Kabel erlaubt mit rechnerisch 400 kW deutlich mehr Ladeleistung als die meisten verbreiteten PKW-Akkus aufnehmen können (z. B. Porsche Taycan in der Spitze bis zu 320 kW). BYD hat im März 2025 den „Megawatt Flash Charger“ vorgestellt, der ein Elektroauto über zwei Ladekabel mit maximal 1360 kW laden kann. Demonstriert wurden zweimal 500 A bei 1000 V, also ein Megawatt (siehe auch Megawatt Charging System). BYD will in den Modellen BYD Tang L und BYD Han L entsprechenden Batterien herausbringen, die dann eine Laderate von 10C erreichen.
Im Mai 2025 hat Phoenix Contact eine Variante eines flüssig-gekühlten CCS-Steckers vorgestellt, der im Boost-Modus 1000 kW erlaubt, im Dauerbetrieb sind 800 A bis 1000 V spezifiziert.
Es gibt auch portable CCS-Ladestationen mit bis zu 88 kW Leistung für beschleunigtes Laden, die direkt am Drehstromnetz betrieben werden können.

## Spezifikationen
Die Spezifikationen und zugrunde liegenden Standards für CCS 1.0 und CCS 2.0 sind in der Tabelle für DC-Laden beschrieben. Zu beachten ist, dass CCS 2.0 erst bei 200 V anfängt, somit kleinere Fahrzeuge wie die Motorräder von Zero Motorcycles mit niedrigerer Akkuspannung kein CCS nutzen können.
|                  | CCS 1.0                      | CCS 2.0                                                                            |
| ---------------- | ---------------------------- | ---------------------------------------------------------------------------------- |
| Erscheinungsjahr | 2013                         | 2016                                                                               |
| Spannung         | max. 500 V                   | 200 – 1000 V                                                                       |
| Strom            | max. 400 A                   | max. 500 A                                                                         |
| Leistung         | max. 200 kW                  | max. 500 kW                                                                        |
| Anschluss        | Combo 1 oder 2 (IEC 62196-3) | Combo 1 oder 2 (IEC 62196-3)                                                       |
| Kommunikation    | DIN SPEC 70121:2014          | DIN SPEC 70121:2014 (max. 80 kW) ISO/IEC 15118-2:2014 ED1 ISO/IEC 15118-3:2015 ED1 |
| Lastverteilung   | reaktiv                      | reaktiv und geplant                                                                |
| Freischaltung    | externe Zahlung              | externe Zahlung und/oder Plug & Charge                                             |
| Ladestation      | IEC 61851-23                 | IEC 61851-23                                                                       |

## Maximale Ladeleistung
Nach Spezifikation kann CCS 2.0 mit maximal 500 kW laden (siehe Spezifikation). Tatsächlich wird CCS 2.0 häufig überreizt und damit eine höhere Ladeleistung ermöglicht.
So hat der Ladenetzbetreiber Ionity im April 2025 angekündigt, dass Ionity ab der zweiten Hälfte 2025 Ladeleistungen von 600 kW an seinen Ladesäulen anbieten möchte. Ionity verbaut dazu die Ladesäule HYC1000 des Südtiroler Unternehmens Alpitronic. Die Ladesäule HYC1000 kann theoretisch bis zu 1 MW Ladeleistung bieten. Als Ladestecker kommt CCS2 zum Einsatz. Bei 600 kW wäre das Nachladen von 300 km Reichweite nach Angaben von Ionity in acht Minuten möglich.
Im Mai 2025 hat Phoenix Contact eine Variante eines flüssig-gekühlten CCS-Steckers vorgestellt, der im Boost-Modus 1000 kW erlaubt (für 5–7 min bei 40 °C), im Dauerbetrieb sind 800 A bei 1000 V spezifiziert, was 800 kW entspricht. Mit Stand Mai 2025 bietet das Unternehmen Brugg gekühlte Ladekabel bis 850 kW an (im Boost-Modus 1000 A) zusammen mit CCS2 Ladestecker mit Nennleistung bis zu 800 kW und 1000 V an.
In Belgien sind einige Ladesäulen mit CCS2 und einer Ladeleistung von 600 kW mit Stand Juni 2025 in Betrieb.
Im Sortimo Innovationspark in Zusmarshausen befinden sich mit Stand Juni 2025 Ladesäulen mit CCS2 Stecker mit 1000 kW (1000 Volt, 1000 Ampere) im Testbetrieb.

## Wechselstrom-, Drehstrom- und Gleichstromladen mit CCS
Akkumulatorzellen werden im Fahrzeug grundsätzlich mit Gleichstrom geladen. Der Begriff des Gleichstrom- und Wechselstromladens beschreibt die Stromform, welche in das Fahrzeug eingespeist wird.

### Wechselstromladen
Beim einphasigen Wechselstromladen kann ein CCS-Elektroauto mit einem Ladekabel, das über eine Typ-2-Fahrzeugkupplung und eine In-Kabel-Kontrollbox (ICCB) verfügt, direkt über eine Haushalts-Schukosteckdose mit dem Stromnetz verbunden werden. Mit ihm lassen sich Ladeleistungen von typischerweise 2,3 kW dauerhaft übertragen, teilweise hängt der Wert auch von den lokalen Gegebenheiten ab. Diese Kabel werden von einigen Herstellern serienmäßig mitgeliefert. Je nach Anbieter wird dies als „Standardladung“ oder „Notladung“ bezeichnet. Bei der Nutzung von „blauen“ 16-A-CEE-Steckdosen und ICCB-Kabeln können dauerhaft 3,6 kW oder bei einer einphasig ans Stromnetz angeschlossenen Wandladestation mit Typ-2-Stecker bis 7,2 kW übertragen werden. Im Fahrzeug befindet sich das eigentliche Ladegerät, das den Wechselstrom gleichrichtet und den Ladevorgang regelt. Je nach Fahrzeug und Ausstattungspaket können einige Modelle nur mit maximal 3,6 kW laden.

### Drehstromladen
Beim dreiphasigen Drehstromladen wird das Fahrzeug per mitgebrachtem Typ-2-Kabel bis 22 kW (selten 43 kW (nur Renault Zoe)) oder per ladestationsseitig fest installiertem Ladekabel (mit Typ-2-Fahrzeugkupplung) an einer Ladesäule, einer Wandladestation (auch Wallbox genannt) oder einer „mobilen Ladebox“ angeschlossen. Die Ladestation bzw. Wallbox ist dabei dreiphasig mit dem Stromnetz verbunden, bei einer „mobilen Ladebox“ meist per rotem CEE-Stecker. An Bord des Fahrzeugs befindet sich, wie beim Wechselstromladen, ein Ladegerät(Onbordcharger), das den Dreiphasenwechselstrom aus dem Niederspannungsnetz gleichrichtet und die Regelungsfunktionen (Ladeverfahren) übernimmt. Die mögliche Ladeleistung liegt typischerweise bei 11–22 kW, was einem 16-A- bzw. 32-A-Anschluss (IEC 60309) entspricht. Der maximale Ladestrom wird begrenzt durch die Aufnahmefähigkeit des Akkus, die Leistungsfähigkeit und Kühlung des Ladegeräts im Fahrzeug. Ebenso signalisiert die Ladestation dem Fahrzeug den maximal abnehmbaren Ladestrom, um zuerst sich selbst und die Elektroinstallation (Kabel, ggf. Steckdose und Absicherung) außerhalb des Fahrzeugs nicht zu überlasten.

### Gleichstromladen
Beim Gleichstromladen wird Gleichstrom aus der Ladesäule direkt in den Fahrzeugakku eingespeist. Fahrzeugseitig ist das Batteriemanagementsystem in der Lage, mit der Ladesäule zu kommunizieren. So wird beispielsweise signalisiert, die Stromstärke zu begrenzen oder bei vollem Akku abzuschalten. Die zugehörige Leistungselektronik befindet sich jedoch im Gegensatz zum Wechselstromladen außerhalb des Fahrzeugs in der Ladesäule. Es können verlustarm sehr hohe Ladeströme und Ladeleistungen übertragen werden, was bei entsprechenden Voraussetzungen kurze Ladezeiten ermöglicht. Die Hersteller von Autos mit Gleichstrom-CCS-Schnellladung boten diese Fähigkeit zunächst meist als kostenpflichtige Zusatzausstattung zu Aufpreisen im drei- bis vierstelligen Bereich an, mittlerweile wird sie bei Fahrzeugen serienmäßig verbaut.
Bevor die CCS-2-Verbindung in Europa zum Standard für das Gleichstromladen wurde, war bei Elektroautos aus Japan und Korea der CHAdeMO-Anschluss am Fahrzeug integriert. Tesla stattet seine Fahrzeuge für Nordamerika – bis 2019 auch für Europa – mit dem Supercharger-Anschluss aus, der 2023 zum North American Charging Standard (NACS) erklärt wurde.

## CCS und andere Gleichstromladeverfahren, Kritik
Der CCS-Standard stand bei seiner Einführung in Europa in Konkurrenz zum damals bereits verbreiteten, ebenfalls genormten Gleichstromladeverfahren CHAdeMO, das in Japan entwickelt wurde. Der zehnpolige Stecker wurde und wird vor allem von japanischen Herstellern genutzt und mit deren Fahrzeugen nach Europa importiert. Allerdings wird beim CHAdeMO-Gleichstrom-Autoinlet – im Gegensatz zu CCS – ein zusätzlicher separater Anschluss für das Wechselstromladen (meist Typ 1) benötigt. Beim Mitsubishi i-MiEV waren auf beiden Fahrzeugseiten Ladeanschlüsse, beim Nissan Leaf fanden sich beide unter einer großen Frontklappe. Zudem hat der Renault Zoe der ersten Baujahre über Typ 2 dreiphasig bis zu 43 kW (63 A) direkt aus dem Stromnetz laden können, weil der Stator des E-Motors als Drossel für den Onbordcharger doppelt genutzt wurde. Dieses vermeintlich einfache und preisgünstige Verfahren war teils mit Netzstörungen verbunden, keine andere Firma hat es übernommen, und Renault hat die Ladeleistung des OBC bei späteren Modellen auf 22 kW reduziert. Das Tesla Model S wiederum nutzte in Europa den Typ-2-Anschluss auch für DC laden nach DC Mid an Tesla Superchargern; somit waren vier Schnelllade-Systeme am Markt, von denen drei auf Typ 2 basierten. 2014 waren etwa 70 % aller schnellladefähigen Elektroautos mit einem CHAdeMO-Anschluss ausgestattet, mit Combo-2-Anschluss etwa 7 %. Deshalb wurde kritisiert, dass deutsche Autohersteller durch das Vorantreiben des CCS-Standards den Verkauf von ausländischen Elektroautos behindern wollten.
Bis ca. 2019 wurden viele DC-Ladesäulen, etwa an Kaufland-Supermärkten, als „Triple“ ausgeführt, mit drei Kabeln, 50 kW für CCS oder Chademo, sowie 43 kW über Typ 2. CCS hat sich in Europa weitgehend durchgesetzt, auch weil nichtdeutsche Hersteller neue Modelle in Europa mit CCS2 auslieferten. So wurde der koreanische Hyundai Ioniq Electric in Europa ab 2016 mit CCS angeboten; die 28-kWh-Batterie kann mit bis zu 70 kW in kurzer Zeit geladen werden. CHAdeMO war damals noch auf 50 kW begrenzt, zudem litten die Nissan Leaf an „Rapidgate“, einer aufgrund fehlender Akkukühlung reduzierten Ladeleistung. Auch der in den USA ab 2016 gebaute Chevrolet Bolt wurde in Kontinentaleuropa als Opel Ampera-e mit CCS2 und 55 kW Ladeleistung angeboten. Beim Renault Zoe wurde ab 2019 ein optionaler CCS-Anschluss angeboten. Mit dem Honda e kam 2019 das erste japanische Fahrzeug mit CCS auf den europäischen Markt. Auch das Tesla Model 3 hat in Europa einen CCS-Anschluss.
Ferner stand CCS in Europa in Konkurrenz zum proprietären Gleichstromschnellladesystem von Tesla, das über die laut EU-Richtlinie genormte Typ-2-Fahrzeugkupplung für die DC-Ladung hinaus auf zusätzliche DC-Kontakte verzichtet, jedoch über die Typ-2-Fahrzeugkupplung mit modifizierter Steckerbelegung und verlängerten Kontakten dennoch mit bis zu 135 kW DC lädt. Für die mit Supercharger-Anschluss (ab 2022 als North American Charging Standard (NACS) bezeichnet freigegeben) ausgerüsteten Fahrzeuge in Nordamerika bietet Tesla einen Adapter zur Ladung an CHAdeMO-Stationen an und seit Mai 2019 auch einen Adapter zur Ladung an CCS-DC-Stationen. Seit 2019 werden neue Tesla-Modellreihen in Europa mit CCS ausgeliefert. In den USA haben im Gegensatz zu Europa Drittanbieter in CCS-Netzwerke wenig investiert und insbesondere bei der Verfügbarkeit keinen guten Ruf erworben. Zudem wird der klobige CCS-Stecker kritisiert, der NACS-Stecker ist kaum dicker als das Kabel. Das Tesla-Netzwerk ist gut ausgebaut und zuverlässig, daher haben fast alle Hersteller angekündigt im US-Markt auf NACS umsteigen zu wollen, damit ohne Adapter direkt an Superchargern geladen werden kann. Dabei wird bei der Kommunikation das CCS-Protokoll genutzt, da Tesla dieses vor Jahren schon übernommen hat.